# .nr
.nr е интернет домейн от първо ниво за Науру. Администрира се от CenpacNet. Представен е през 1998 г.

## Домейни от второ ниво
- edu.nr
- gov.nr
- biz.nr
- info.nr
- net.nr
- org.nr
- com.nr